# Automeris argentifera
Automeris argentifera är en fjärilsart som beskrevs av Lemaire 1966. Automeris argentifera ingår i släktet Automeris och familjen påfågelsspinnare. Inga underarter finns listade i Catalogue of Life.